# Fish River (vattendrag i Australien, Northern Territory, lat -13,95, long 130,85)
Fish River är ett vattendrag i Australien. Det ligger i territoriet Northern Territory, omkring 170 kilometer söder om territoriets huvudstad Darwin.
Omgivningarna runt Fish River är huvudsakligen savann. Trakten runt Fish River är nära nog obefolkad, med mindre än två invånare per kvadratkilometer. Genomsnittlig årsnederbörd är 1 675 millimeter. Den regnigaste månaden är januari, med i genomsnitt 387 mm nederbörd, och den torraste är augusti, med 1 mm nederbörd.